# فارس الحكايا
فارس الحكايا مسلسل أنمي ياباني من إنتاج ستوديو غالوب تم عرضه لأول مره في 5 أكتوبر 1998 ولا زال يعرض إلى الآن وبلغت حلقاته أكتر من +1600 حلقة. تمت دبلجة بعض حلقات المسلسل للغة العربية.

## الممثلين
- أنجي اليوسف (هادي) (مدرجة باسم إنجي اليوسف)
- منصور السلطي (الجد) (مدرجة باسم منصورالسلطي)
- ياسر عبد اللطيف (الحاكم الحزين) (مدرجة باسم ياسرعبد اللطيف)
- لمى هاشم (فرحان)
- زينة ظروف (أزرق)
- حنان شقير (غادة)
و
- ماجدة فوتي (هدهد)

## طاقم العمل

### النسخة العربية

#### المقدمة
- ترجمة: طريف الغبرة، ماجي بالابانيان
- إعداد: عمار شيخ جبر، فائدة حويجة
- حقوق الملكية والتوزيع: TV1 International Ltd.‎

Tel: (4420) 7586 6009
Fax: (4420) 7483 3080
E-mail: majedhasan@aol.com
لندن U.K.‎
- الشارات:
  - كلمات: ندى الحكيم
  - ألحان: فاهيه دميرجيان
  - غناء: نانسي زعبلاوي
- الإشراف الهندسي: مازن رفقة (مدرجة باسم الهندس مازن رفقة)
- تنفيذ عمليات الدوبلاج: فاهيه دميرجيان
- الإشرا الفني: أمل حويجة (مدرجة باسم آمل حويجة)

#### النهاية
- ترجمة: طريف الغبرة، ماجي بالابانيان
- إعداد: عمار شيخ جبر، فائدة حويجة
- التدقيق اللغوي: محمد عمر
- هندسة الصوت: فيكين دميرجيان
- ميكساج: عدنان المصري (مدرجة باسم عدنان الصري)
- حقوق الملكية والتوزيع: TV1 International Ltd.‎

Tel: (4420) 7586 6009
Fax: (4420) 7483 3080
E-mail: majedhasan@aol.com
لندن U.K.‎
- الإشراف الهندسي: مازن رفقة (مدرجة باسم الهندس مازن رفقة)
- تنفيذ عمليات الدوبلاج: فاهيه دميرجيان
- الإشرا الفني: أمل حويجة (مدرجة باسم آمل حويجة)